# 司马钧
司马钧（？—？），字叔平，河內温县孝敬里人，司马卬八世孙，司馬懿的高祖父，汉安帝时征西將軍。
东汉安帝元初二年（公元115年），司马钧任左馮翊征讨先零羌，与其同僚右扶風仲光发生矛盾。在之后的行动中，仲光率兵深入，被敌人伏击，司马钧因为赌气没有出兵营救，致使仲光和其他将士兵败战死。司马钧因此被定罪入狱，并在狱中自杀。
西晉泰始二年（266年），後代司馬炎建立七廟，司馬鈞位列其中，後司馬炎死，司马钧与新帝晋惠帝亲缘已超出七世，根据周礼“亲尽则祧”的原则，故其廟位从太庙迁出至祧庙奉祀。